# 阮福昞
阮福昞（越南语：／；1797年9月6日—1863年8月16日），又名阮福旭（越南语：／），越南阮朝嘉隆帝第六子，生母婕妤楊氏事。

## 生平
景興五十八年七月十六日（1797年9月6日），阮福昞出生。年少貪玩，父親阮福映曾嚴厲懲罰他，兄長阮福晈再三求免，也未能免除處罰。事後阮福昞心生悔悟，行事多遵禮法，受到阮福映的嘉獎。嘉隆十六年（1817年），受封為定遠公（越南语：／）。紹治二年（1842年），以御前親臣的身份隨紹治帝前往河內接受清廷冊封。回到順化後，紹治帝給予他豐厚的賞賜。
嗣德十六年（1863年），阮福昞去世，壽六十七歲，嗣德帝聽聞，輟朝三日，追贈為定遠郡王（越南语：／），諡敦諒。在承天府富榮縣楊弩社建祠祭祀。

## 子女
阮福昞有42子31女。明命帝為其後裔制定了二十字藩系詩，阮福昞子孫名字第一字需要按照藩系詩，第二字則按土、金、水、木、火的五行順序起名。
- 長子阮福靜基，紹治三年（1843年）恩封沛澤亭侯。
- 次子阮福靜墐
- 五子阮福靜坊
  - 孫阮福懷銓
- 九子阮福靜隆，嗣德二十六年（1873年）恩封奉國卿。

其玄孫阮福遠榮，封佐國卿。